# Éder (ur. 1957)
Éder, właśc. Éder Aleixo de Assis (ur. 25 maja 1957 w Vespasiano) – brazylijski piłkarz. Podczas kariery występował na pozycji lewoskrzydłowego lub napastnika.

## Kariera klubowa
Karierę piłkarską rozpoczął w 1975 roku w klubie América Belo Horizonte, w którym występował do 1976 roku, gdy przeszedł do Grêmio Porto Alegre. Największym sukcesem z Gremio było zdobycie Mistrzostwa Stanu Rio Grande do Sul – Campeonato Gaúcho w 1977 i 1979 roku. W drużynie z Porto Alegre występował do 1979 roku. Lata 1980–1985 spędził Clube Atlético Mineiro. Z Atlético Mineiro zdobył czterokrotnie z rzędu Mistrzostwo Stanu Minas Geiras – Campeonato Mineiro w 1980, 1981, 1982 i 1983 roku.
Lata 1985–1989 to ustawiczne zmiany klubów. W tym okresie Éder grał w: Internacional Limeira, SE Palmeiras, Santos FC, Sport Recife, Botafogo, Athletico Paranaense, paragwajskim Cerro Porteño, Atlético Mineiro oraz tureckim Fenerbahçe SK.
Po powrocie do Brazylii lata 1989–1990 spędził ponownie w Atlético Mineiro. Ostatnie lata 1990–1997 kariery spędził w kilku klubach: União São João, Cruzeiro EC (Puchar Brazylii 1993), ponownie w Atlético Mineiro(Campeonato Mineiro 1995), znów w União São João, SE Gama i Montes Claros. Łącznie w lidze brazylijskiej rozegrał 194 spotkania i strzelił 51 bramek. Ogółem w latach 1975–1997 strzelił w 926 meczach 549 bramek.

## Kariera reprezentacyjna
W reprezentacji Brazylii zadebiutował 17 maja 1979 roku w meczu przeciwko reprezentacji Paragwaju. W 1982 roku pojechał z reprezentacją na Mistrzostwa Świata, które były rozgrywane na stadionach Hiszpanii. Na Mistrzostwach wystąpił we wszystkich 5 meczach i zdobył w nich 2 bramki. Karierę reprezentacyjną zakończył 1 kwietnia 1986 roku w meczu przeciwko reprezentacji Peru. Łącznie w reprezentacji rozegrał 51 spotkań w których strzelił 8 bramek.

## Sukcesy piłkarskie
- Puchar Brazylii: 1993
- Mistrzostwo Stanu Rio Grande do Sul – Campeonato Gaúcho: 1977, 1979
- Mistrzostwo Stanu Minas Geiras – Campeonato Mineiro: 1980, 1981, 1982, 1983, 1995
- Turniej Paryski: 1982
- Ramon de Carranza Trophy: 1990
- Bola de Prata (Placar): 1983